# Kroksjön (Ucklums socken, Bohuslän, 644256-127560)
Kroksjön är en sjö i Stenungsunds kommun i Bohuslän och ingår i Göta älv-Bäveåns kustområde. Sjön är 15 meter djup, har en yta på 0,057 kvadratkilometer och är belägen 114 meter över havet.